# Demonax formicoides
Demonax formicoides är en skalbaggsart som först beskrevs av Auguste Lameere 1890.  Demonax formicoides ingår i släktet Demonax och familjen långhorningar. Inga underarter finns listade i Catalogue of Life.